# چاینا گروو (کارولینای شمالی)
چاینا گروو (به انگلیسی: China Grove) شهری در ایالت کارولینای شمالی کشور ایالات متحده آمریکا است که جمعیت آن در سرشماری سال ۲۰۱۰ میلادی، ۳٬۵۶۳ نفر بوده‌است.